# Liederweg

Tafel zum Liederweg

Der Wanderweg

Der große Liederweg ist ein Wanderweg in Sachsen und umkreist den Pulsnitzer Ortsteil Oberlichtenau fast vollständig. Entlang seiner 11 km Länge begegnet der Wanderer 37 Volksliedern, die vom Abschied, von der Sehnsucht nach der Ferne und vom Heimweh handeln. Hier werden schöne Frauen und die Liebe zur Heimat ebenso besungen, wie der Wunsch nach Freiheit.
Miteinbezogen in die Wanderung wird auch ein Abstecher in den ersten Bibelgarten Deutschlands, wo Elemente der Bibel nachgebildet wurden – ein Freilichtmuseum mit der Atmosphäre des biblischen Israels.
Der Liederweg befindet sich in der Trägerschaft der Gemeindeverwaltung Oberlichtenau. Man erwandert den Weg auch über den Hausberg Oberlichtenaus, den Keulenberg, und genießt dabei die Aussicht in die Höhenzüge des Westlausitzer Berglandes einschließlich Kamenzer Hutberg und des Lausitzer Berglandes. Die gesamte Streckenlänge vom Bahnhof Pulsnitz entlang der blauen Wegmarkierung beträgt ca. 22 km.